# Ercheia umbrosana
Ercheia umbrosana är en fjärilsart som beskrevs av Embrik Strand 1914. Ercheia umbrosana ingår i släktet Ercheia och familjen nattflyn. Inga underarter finns listade i Catalogue of Life.